# جنون سرعت: تغییر
جنون سرعت: تغییر (به انگلیسی: Need for Speed: Shift) یا به اختصار NFS:Shift، پانزدهمین قسمت از سری بازی‌های مسابقه‌ای، جنون سرعت است، که توسط Slightly Mad Studios ساخته شده و در سال ۲۰۰۹ توسط شرکت الکترونیک آرتس برای پلی‌استیشن ۳، پلی‌استیشن همراه، مایکروسافت ویندوز، اکس‌باکس ۳۶۰، تلفن همراه و آیفون منتشر شد.

## گیم‌پلی

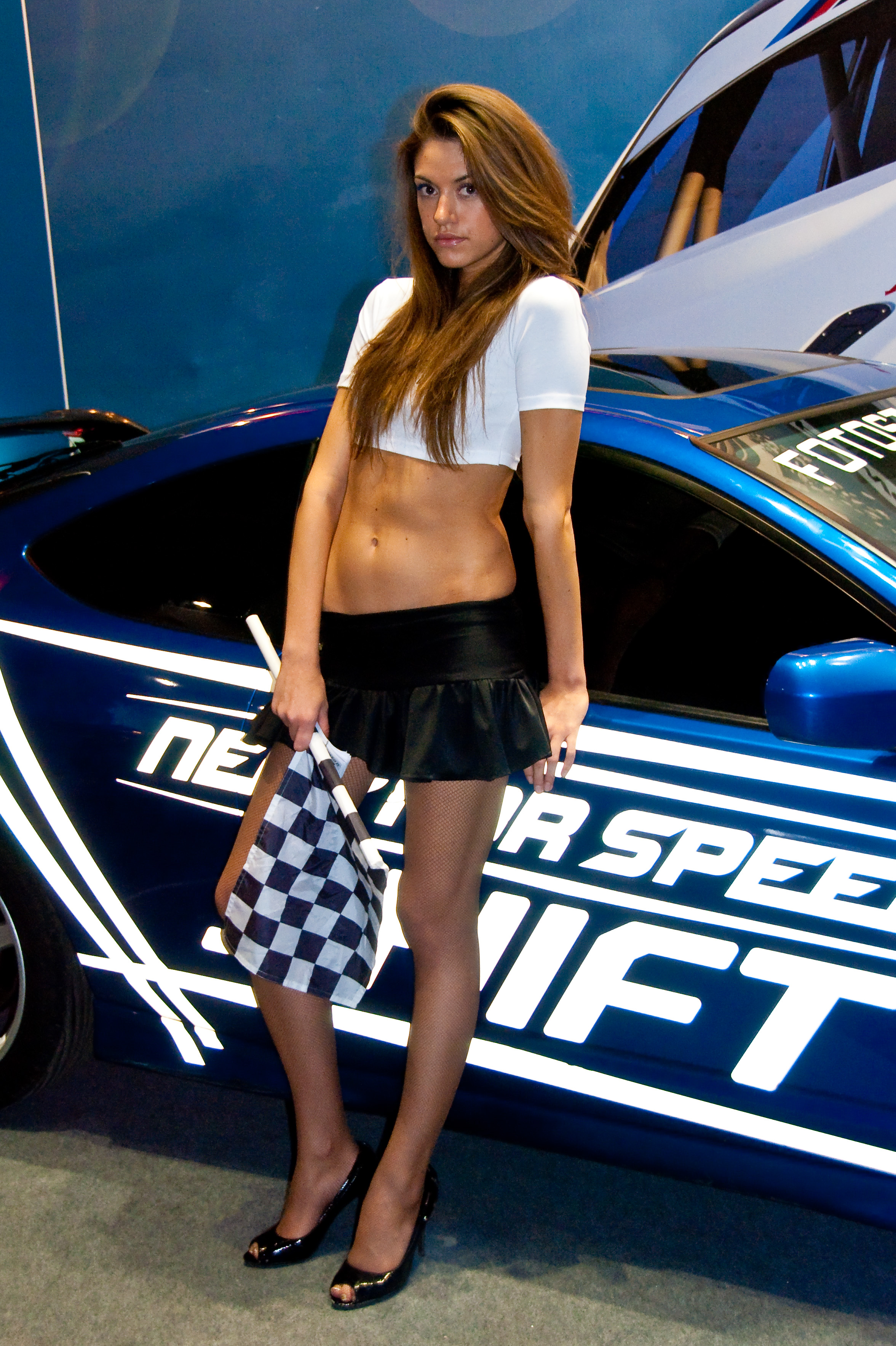
NFS Shift Girl در Igromir 2009

مسابقات جنون سرعت به داخل پیست بازگشته‌اند هیچ دمویی و داستانی و پلیس در کار نیست، همه چیز در در راستای مسابقات رسمی و تنظیم اتوموبیل برای استفاده بهینه در مسابقات رخ می‌دهد. جنون سرعت: تغییر این قابلیت را به گیمر می‌دهد تا از دوربین درون اتومبیل خود به صورت اول شخص بازی را دنبال کند همچنین گیم پلی بازی زنده بودن را به بازیکن خود القاء می‌کند وقتی زیاد تند بروید صدای ترس و وحشت راننده را خواهید شنید. در جنون سرعت: تغییر سرعت مقوله‌ای مهم هست، سرعت اتومبیل‌ها بسیار به واقعیت نزدیک است و شدت تصادف‌های اتومبیل به سرعت اتومبیل بستگی خواهد داشت.

## بازتاب‌ها
| گردآورنده  | امتیاز |
| ---------- | ------ |
| گیم‌رنکینگز | ۸۴٪    |
| متاکریتیک  | ۸۳٪    |

| ناشر                   | امتیاز |
| ---------------------- | ------ |
| یوروگیمر               | ۷/۱۰ « |
| گیم اینفورمر           | ۸/۱۰   |
| گیم‌پرو                 | ۴/۵    |
| گیم‌اسپات               | ۷/۱۰   |
| گیم‌اسپای               | ۵/۵    |
| گیم‌تریلرز              | ۹٫۱/۱۰ |
| آی‌جی‌ان                 | ۹/۱۰   |
| اوپی‌ام (ایالات متحده)  | ۹/۱۰   |
| اواکس‌ام (ایالات متحده) | ۹/۱۰   |
| تیم اکس‌باکس            | ۹/۱۰   |
| VideoGamer.com         | ۸٫۰/۱۰ |
| ایکس پلی               | ۵/۵    |